# Белфаст
Белфаст (на ирландски: Béal Feirste – Беел Ферстъ; на английски: Belfast) е столица на Северна Ирландия. Според преброяването на населението през 2017 г. градът има 340 200 жители, а в агломерацията около него (Greater Belfast area) – 671 559. Това го прави вторият най-голям град на целия остров Ирландия.

## История
В буквален превод името Béal Feirste означава „устието на вретеното“, т.е. устието на виещата се река Фарсет, край чийто брод е основан градът. Тя е приток на река Лаган, но в днешно време е скрита в тръба под улица Хай Стрийт, а улица Бридж стрийт (Bridge Street, Мостова улица) показва къде някога е имало мост над нея.
Районът на Белфаст е обитаван още през бронзовата епоха, а останки на укрепления от желязната епоха още могат да бъдат видени по хълмовете. През XVII век селището нараства значително, а през XVIII, XIX и XX век процъфтява като търговски и индустриален център.
Като голям град в Северна Ирландия Белфаст е огнище на множество конфликти между католици и протестанти, наричани още „националисти“ и „юнионисти“.

## Личности
Родени
- Джордж Бест (1946 – 2005), футболист
- Клайв Стейпълс Луис (1898 – 1963), критик, професор и романист.
- Гери Мур (1952 – 2011), китарист
- Сидни Ор (1914 – 1996), философ
- Джо Суейл (р. 1969), снукърист
- Уилям Томсън (1824 – 1907), физик
- Дейвид Тримбъл (р. 1944), политик
- Джони Еванс (p. 1988), футболист
- Кори Еванс (p. 1990), футболист
- Ван Морисън (p. 1945), музикант
- Джери Адамс (p. 1948), политик
- Джон Бел (1928 – 1990), физик
- Джоселин Бел Бърнел (p. 1943), физик
- Тери Нийл (p. 1942), футболист и футболен мениджър
- Кенет Брана (p. 1960), актьор
- Доминик Мартин, музикант
- Алекс Хигинс (1949 – 2010), снукърист
- Джоузеф Блек (1756 – 1799), лекар, физик и химик

## Побратимени градове
- Нашвил, САЩ
- Белфаст, Мейн, САЩ
- Бон, Германия
- Хъфей, Китай